# Priapella
Genre
Le genre Priapella regroupe plusieurs espèces de poissons de la famille des Poeciliidae.

## Liste des espèces
Selon Fishbase:
- Priapella bonita (Meek, 1904)
- Priapella chamulae Schartl, Meyer & Wilde, 2006
- Priapella compressa Álvarez, 1948
- Priapella intermedia Álvarez & Carranza, 1952
- Priapella lacandonae Meyer, Schories & Schartl, 2011
- Priapella olmecae Meyer & Espinosa Pérez, 1990